# Loeser & Wolff

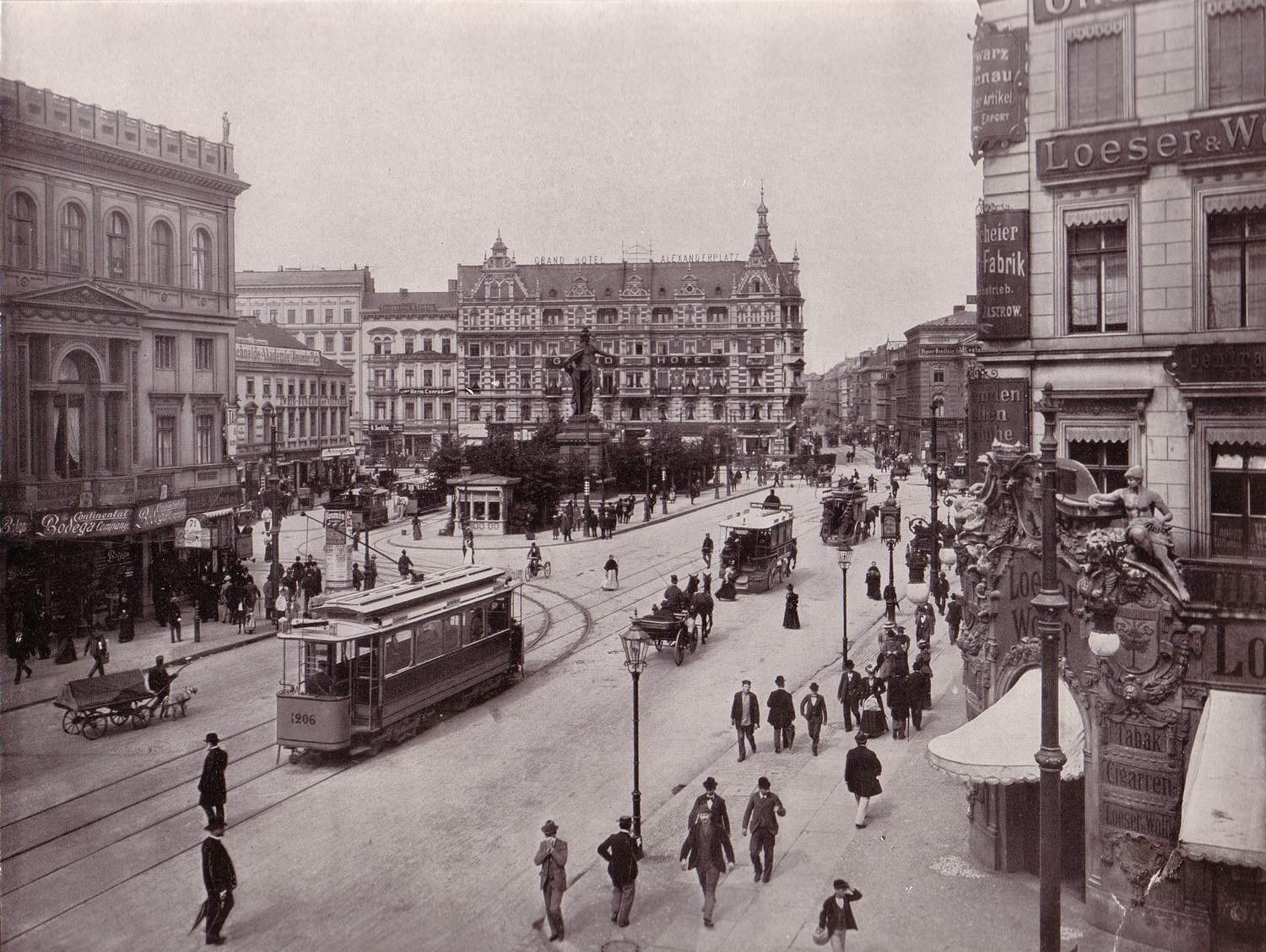
Berlin, Alexanderplatz, po prawej stronie siedziba firmy i częściowo widoczny napis, 1903

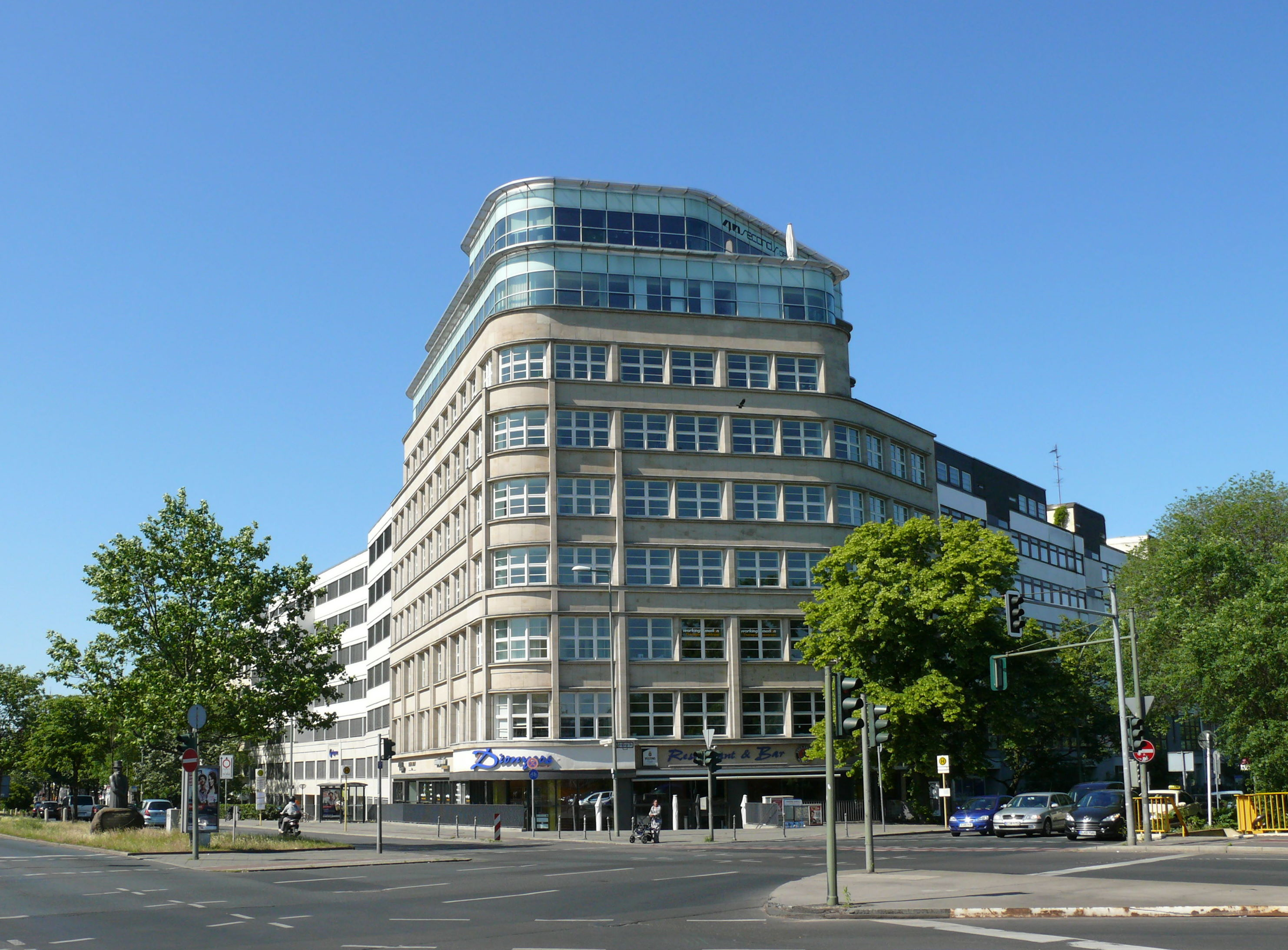
Berlin-Tiergarten Potsdamer Straße 58, współczesny wygląd budynku dawnej siedziby Loeser & Wolff GmbH

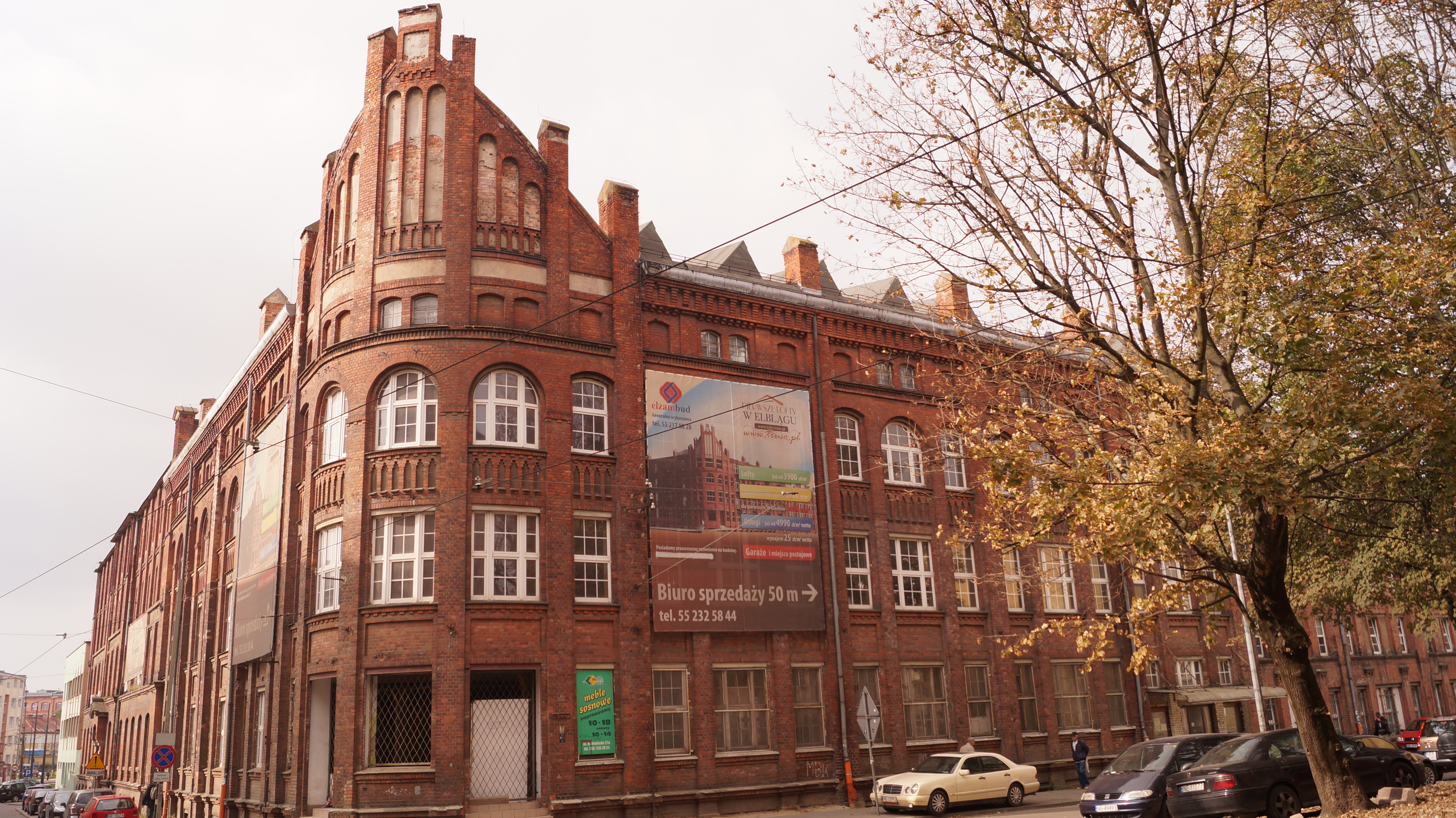
Elbląg, dawna fabryka cygar, po wojnie zakłady odzieżowe

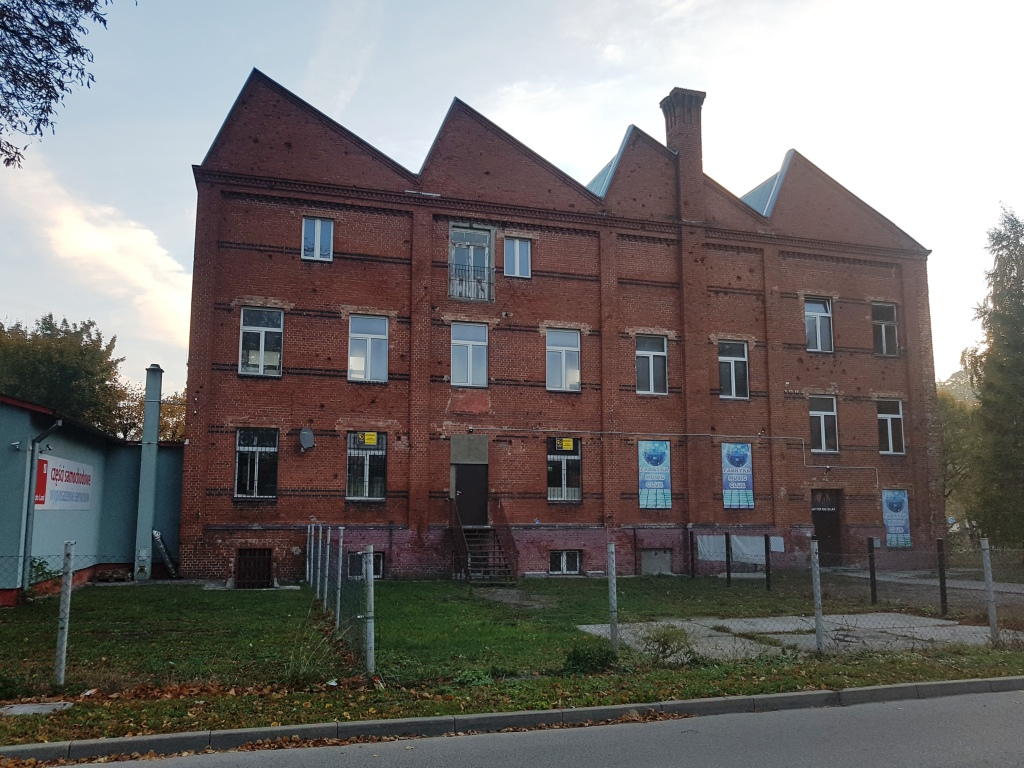
Wybudowana w Braniewie w 1885 filia fabryki cygar Loeser & Wolff, z charakterystycznym dachem schedowym, aby światło wpadało do hal produkcyjnych tylko od północy

Loeser & Wolff (pełna nazwa Zigarren- u. Tabakfabriken Loeser & Wolff) – istniejąca w latach 1875–1983 fabryka papierosów i wyrobów tytoniowych Bernharda Loesera i Carla Wolffa. Na przełomie XIX i XX wieku zakład zatrudniał ponad 3 tys. osób. Produkowano w nich rocznie około stu milionów cygar, dzięki czemu był w tamtym okresie największą fabryką cygar w Europie. Firma eksportowała swoje produkty do wielu krajów Europy, a także do Afryki i Azji, a nawet do dalekiej Japonii.

## Historia

### Początki istnienia
Firma została założona 1 czerwca 1865 roku w Berlinie. W 1878 roku – poprzez wykupienie przez berlińskich przedsiębiorców, Bernharda Loesera i Carla Wolffa, udziałów w istniejącej już wcześniej w Elblągu małej firmy Jean Kohlweck & Co – przeniosła produkcję do Prus Wschodnich. Od końca lat siedemdziesiątych XIX w. firma zaczęła sukcesywnie się rozwijać. W 1880 roku zatrudniała 305 pracowników, a dziesięć lat później już 1235. W 1885 roku otwarto pierwszą filię fabryki cygar w Braniewie, następnie w Malborku (1906) i Starogardzie Gdańskim (1910). Budynki miały charakterystyczne skonstruowane dachy schedowe (pilaste), ażeby światło wpadało do hal produkcyjnych tylko od strony północy.

### Złoty okres fabryki
Okres największego rozkwitu firmy przypadł na przełom XIX i XX wieku – kiedy to firma zatrudniała wówczas niemalże 4 tysiące pracowników. Firma słynęła przede wszystkim z produkcji cygar. Cygara były wytwarzane ręcznie i to wyłącznie przez kobiety. Szczyt produkcji przypadł na lata I wojny światowej, głównie w związku z zamówieniami dla wojska. Firma w połowie lat dwudziestych posiadała w całych Niemczech 120 punktów sprzedaży swoich wyrobów zarówno detalicznej, jak i hurtowej.
Założyciel firmy Bernhard Loeser zmarł w Berlinie w 1901 roku. Jego pogrzeb był bardzo uroczysty, flagi na berlińskim ratuszu były opuszczone do połowy masztu. Współwłaściciel, Karl Wolff, zmarł rok później. Do 1937 roku zakład Loeser & Wolff znajdował się w rękach ich spadkobierców, kiedy to został przejęty przez długoletniego dyrektora tego przedsiębiorstwa Waltera Beyera z Berlina. Wkrótce fabrykę przemianowano na „Walter E. Beyer”.

### Upadek firmy
Po II wojnie światowej obiekty firmy na terytorium Polski zostały przejęte przez inne zakłady, np. w Elblągu budynki zostały przejęte przez Zakłady Przemysłu Odzieżowego „Truso”.
W Niemczech firma „Loeser & Wolff” przestała istnieć dopiero 30 czerwca 1983 roku.